# ティアーズ音楽事務所
株式会社ティアーズ音楽事務所（Tears Music Co.,Ltd.）は東京の音楽・芸能プロダクション。日本音楽事業者協会正会員。
PENICILLIN・media youth・Sleep My Dear等、90年代一世を風靡した多くのヴィジュアル系バンドを所属させていた。
2000年、ジャスダック上場のオメガ・プロジェクトとomegaA/T Musicを設立。数年間事実上活動を停止していたようだが 現在は活動を再開している。TAKEIRI BAND他のマネージメントを行っている。

## 概要
1995年に現在BURNS有限会社代表取締役である藤原靖弘が設立した。PENICILLINの100万枚ヒットをはじめとして2000年代初頭に一世を風靡したヴィジュアル系音楽事務所である。
2001年には、PENICILLINのベーシストGISHOが代表取締役を務めるジャスダック上場企業のオメガ・プロジェクトと共同でオメガATミュージックを設立。
その後、韓国企業レイ・コーポレーションの金社長が中心となり、ティアーズミュージックKOREAを100パーセント韓国側の資本で設立。韓国における日本語の文化開放第1弾としてPENICILLINのコンサートがソウルヒルトンホテルで行われ、この模様はフジテレビで放送された。この時、オメガプロジェクトの当時子会社であったスターマックス社による韓国での音楽の配信・販売も行なわれている。
2007年現在は力也、リュ・シウォン等のマネジメントを行なっていた藤井和博（元irving | アービング
現トレジャーオブミュージック代表取締役）が専務となり活動を行なっている。

## 所属アーティスト
- KUNI (日本人ギタリストで18歳で全米デビュー。LOUD PARK 10にて復活)
- DYNAMITE TOMMY（アーティスト活動にあたる際のマネージメント契約）
- KACHIN (大阪パラドックスのオーナー)
- 竹入隆之
- Deshabillz
- The Killing Red Addiction[2]
- DaISUKE DARK SIDE.
- ぺぺ田代
- 神坂美羽 (月島もんじゃ振興会イメージキャラクター)
- mixx (ガールズバンド)

## 所属したアーティスト
- PENICILLIN
  - HAKUEI
  - CHISATO
  - 大滝純
- 808
- STARMAN
- 桜井あゆみ
- machine
- media youth
- Sleep My Dear
- Silver-Rose
- BAISER
- Jagged Little Pill
- KILLER
- Celluloid
- JE*REVIENS
- Domestic†Child
- THE DEAD P☆P STARS
- the Night Breeze Zinnia
- orivia
- N・D・P
- Lo'adena Ze derinajy
- 森雪之丞
- 吉田里深
- 貴杉奈央